# Cantó de Venaco
El cantó de Venaco era una divisió administrativa francesa del departament de l'Alta Còrsega a la Col·lectivitat Territorial de Còrsega. Va desaparèixer el 2015.

## Geografia
El cantó és organitzat al voltant de Venaco dins el districte de Corte. La seva alçària varia de 198 m a 2.626 metres amb una alçària mitjana de 666 m.

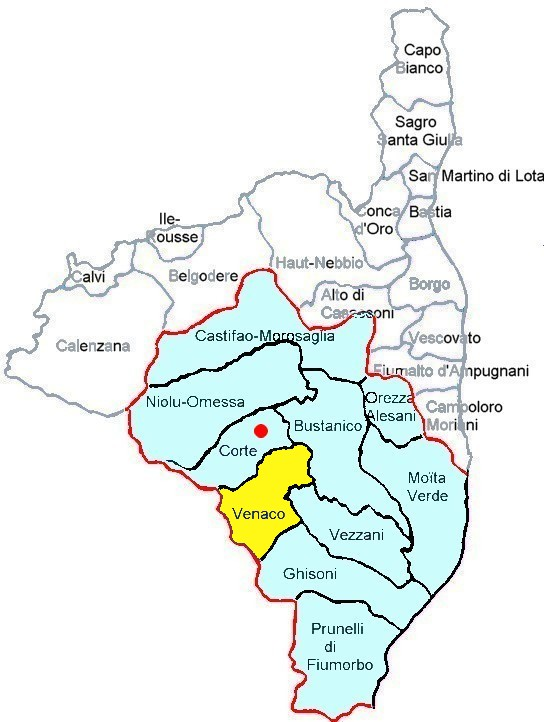
Localització del cantó de Venaco

## Administració
| Període   | Identitat     | Partit | Qualitat          |  |
| --------- | ------------- | ------ | ----------------- |  |
| 2004-2015 | Paul Giacobbi | PRG    | Conseller General |  |

## Composició
| Nom                    | Població | Codi Postal | Codi Insee |  |
| ---------------------- | -------- | ----------- | ---------- |  |
| Casanova               | 264      | 20250       | 2B074      |  |
| Muracciole             | 38       | 20219       | 2B171      |  |
| Poggio-di-Venaco       | 136      | 20250       | 2B238      |  |
| Riventosa              | 188      | 20250       | 2B260      |  |
| Santo-Pietro-di-Venaco | 198      | 20250       | 2B315      |  |
| Venaco                 | 657      | 20231       | 2B341      |  |
| Vivario                | 509      | 20219       | 2B354      |  |

## Demografia
| 1962  | 1968  | 1975  | 1982  | 1990  | 1999  |
| ----- | ----- | ----- | ----- | ----- | ----- |
| 1.978 | 2.155 | 2.020 | 1.991 | 1.738 | 1.990 |